# 一ヨウ化アスタチン
一ヨウ化アスタチンは、化学式AtIを持つ、ヨウ素とアスタチンによって形成される化合物である。

## 製造
水溶液中ではアスタチンと沃素は直接作用し化合物一ヨウ化アスタチンを生成する。
一ヨウ化アスタチンはアスタチンとヨウ素を1：1のモル比で直接化合させる事によって生成される:
2 At + I2 → 2 AtI

## 化学特性
AtIは、I−との付加作用で、AtI2−形の化合物を生成する。
AtI+I−  AtI2−.
AtIとCsIとが過剰なI2と作用するとCsAtI2が生成し得る。従って、AtIは溶液中でCsI3により十分共沈澱して来得る。共沈澱物を濾別して空気中で加熱すると、最初にアスタチンが昇華してきて、続いて沃素が昇華し始め、CsIが残ってゆく。

## 物理的特性
AtIには極性がある為、非極性なベンゼンや四塩化炭素では抽出し難い。
AtIの稀酸溶液中では、IBr，Br− ，I2等の物質を加えると、極性が更に大きい化合物を形成する為、アスタチンに対する四塩化炭素の抽出作用も減少する。
AtI+IBr ⇌ AtBr+I2(K=190)
AtBr+Br- ⇌ AtBr2-